# 蒂鲁瓦塔鲁
蒂鲁瓦塔鲁（Thiruvattaru），是印度泰米尔纳德邦甘尼亚古马里县的一个城镇。总人口18404（2001年）。

## 人口
该地2001年总人口18404人，其中男性9080人，女性9324人；0—6岁人口1886人，其中男964人，女922人；识字率76.61%，其中男性为78.04%，女性为75.23%。